# Sanchezia oblonga
Sanchezia oblonga là một loài thực vật có hoa trong họ Ô rô. Loài này được Ruiz & Pav. miêu tả khoa học đầu tiên năm 1798.

## Hình ảnh

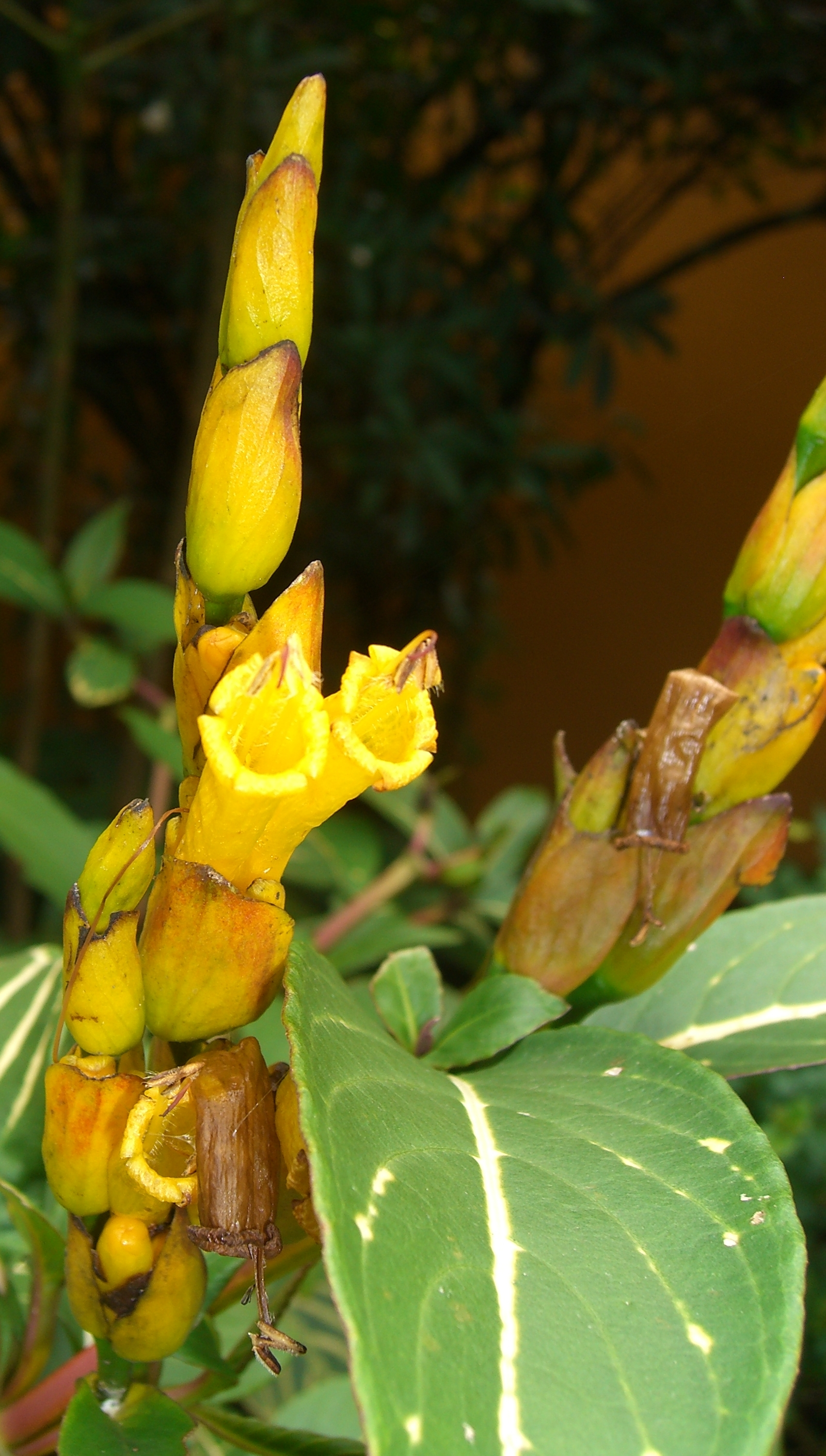
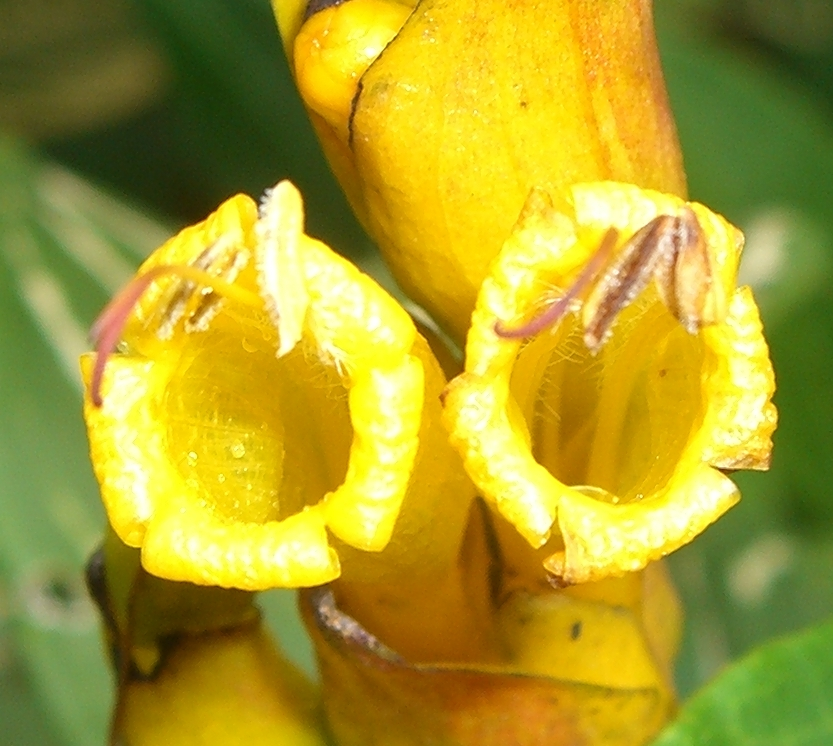
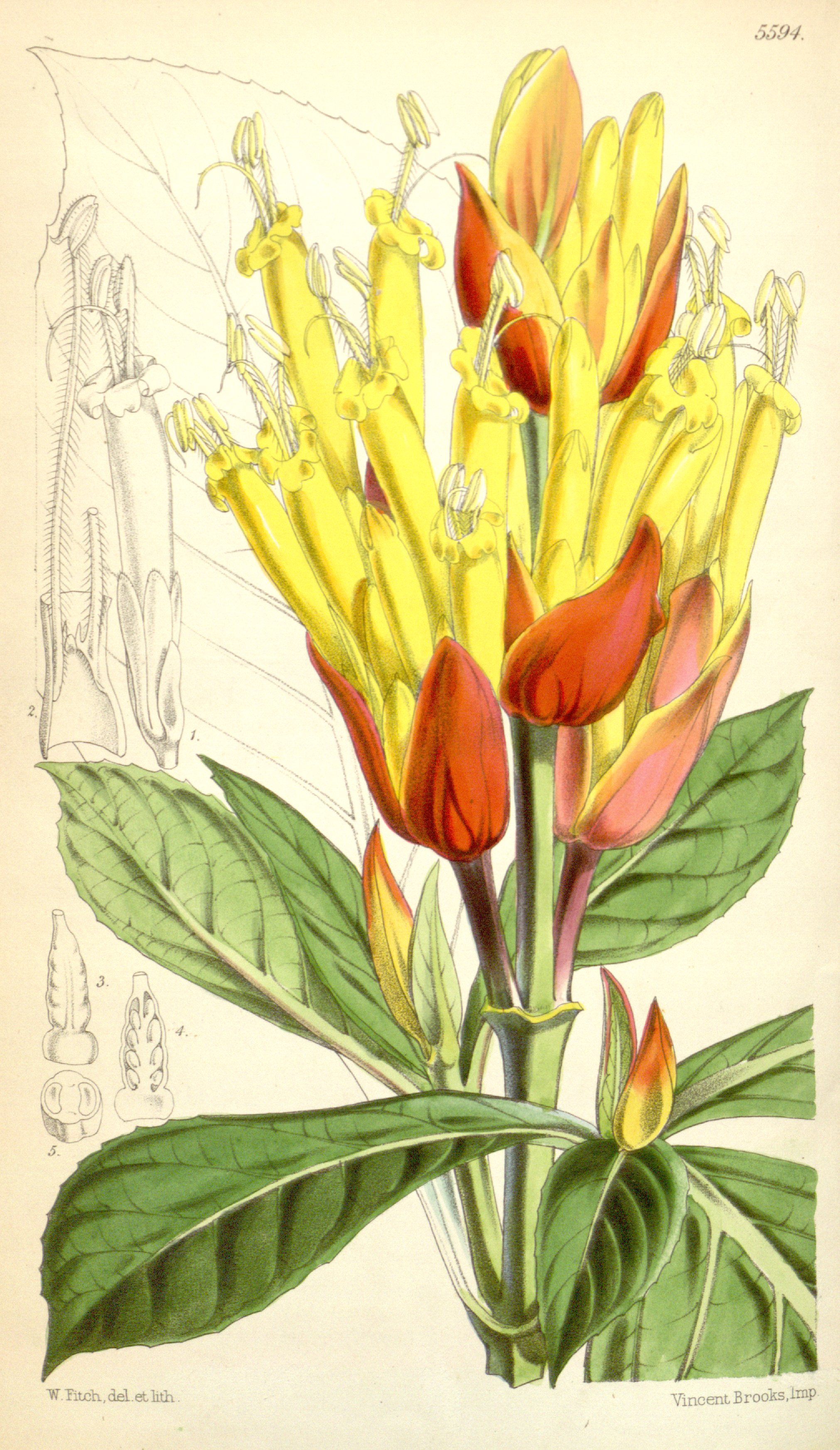